# Флуэн
Флуэ́н (фр. Floing) — коммуна во Франции, находится в регионе Шампань — Арденны. Департамент — Арденны. Входит в состав кантона Северный Седан. Округ коммуны — Седан.
Код INSEE коммуны — 08174.
Коммуна расположена приблизительно в 220 км к северо-востоку от Парижа, в 95 км северо-восточнее Шалон-ан-Шампани, в 17 км к востоку от Шарлевиль-Мезьера.

## Население
Население коммуны на 2008 год составляло 2487 человек.
| 1962 | 1968 | 1975 | 1982 | 1990 | 1999 | 2008 |
| ---- | ---- | ---- | ---- | ---- | ---- | ---- |
| 2037 | 2332 | 2800 | 2890 | 2636 | 2454 | 2487 |

## Администрация
| Период | Период | Фамилия         | Партия | Должность |
| ------ | ------ | --------------- | ------ | --------- |
| 1983   | 2001   | Брюно Шено      |        |           |
| 2001   | 2008   | Катрин Франкине |        |           |
| 2008   |        | Доминик Мёри    |        |           |

## Экономика
В 2007 году среди 1549 человек в трудоспособном возрасте (15—64 лет) 1083 были экономически активными, 466 — неактивными (показатель активности — 69,9 %, в 1999 году было 66,7 %). Из 1083 активных работали 968 человек (526 мужчин и 442 женщины), безработных было 115 (43 мужчины и 72 женщины). Среди 466 неактивных 142 человека были учениками или студентами, 180 — пенсионерами, 144 были неактивными по другим причинам.

## Достопримечательности
- Церковь Сен-Реми (XVII век). Исторический памятник с 1971 года.[3]

## Фотогалерея
- Церковь Сен-Реми
- Памятник генералу Жану-Огюсту Маргериту[англ.]
- Крест